# 시미즈 코지로
시미즈 코지로(Kojiro Shimizu, 1964년 11월 10일 ~ )는 일본의 배우, 가수이다.
도쿄도에서 태어났다.

## 영화
- 코소 (2005년)
- 킨다이치 소년의 사건부 1 (1995년)
- 비밥 하이스쿨 고교 건달 애가 (1986년) - 카토 히로시 역
- 야쿠자의 아내들 (1986년)
- 비 밥 하이 스쿨 (1985년)